# Nordkap kommune
71°9′56″N 25°47′57″Ø / 71.16556°N 25.79917°Ø
Nordkap kommune (samisk Davvinjárgga gielda) ligger i Troms og Finnmark fylke i Norge. Den grænser i sydvest til Måsøy, i syd til Porsanger, og i sydøst til Lebesby kommune. Kommunen har et areal på 924 km² og en befolkning på 3.330 indbyggere (2006). Hovederhvervene er fiskeri og turisme. Byens administrationscentrum ligger i Honningsvåg.

## Personer fra Nordkap
- Isaac Olsen († 1739), lærer og skribent
- Trygve Holst († 1945), modstandsmand, døde i Padborg[1]
- Idar Kristiansen († 1985) , forfatter (Honningsvåg)[2]
- Gunnar Stålsett, biskop og politiker[3]